# Chung Jae-Hun
Chung Jae-Hun (en coreano: 정재헌; 1 de junio de 1974) es un deportista surcoreano que compitió en tiro con arco, en la modalidad de arco recurvo.
Participó en los Juegos Olímpicos de Barcelona 1992, obteniendo una medalla de plata en la prueba individual. Ganó cuatro medallas en el Campeonato Mundial de Tiro con Arco al Aire Libre entre los años 1991 y 2005, y tres medallas en el Campeonato Mundial de Tiro con Arco en Sala, en los años 1997 y 1999.

## Palmarés internacional
| Juegos Olímpicos                 | Juegos Olímpicos   | Juegos Olímpicos  | Juegos Olímpicos |
| Año                              | Lugar              | Medalla           | Prueba           |
| -------------------------------- | ------------------ | ----------------- | ---------------- |
| 1992                             | Barcelona (España) | Medalla de plata  | Individual       |
| Campeonato Mundial al Aire Libre |                    |                   |                  |
| Año                              | Lugar              | Medalla           | Prueba           |
| 1991                             | Cracovia (Polonia) | Medalla de oro    | Equipo           |
| 1991                             | Cracovia (Polonia) | Medalla de bronce | Individual       |
| 2005                             | Madrid (España)    | Medalla de oro    | Individual       |
| 2005                             | Madrid (España)    | Medalla de oro    | Equipo           |
| Campeonato Mundial en Sala       |                    |                   |                  |
| Año                              | Lugar              | Medalla           | Prueba           |
| 1997                             | Estambul (Turquía) | Medalla de oro    | Individual       |
| 1997                             | Estambul (Turquía) | Medalla de oro    | Equipo           |
| 1999                             | La Habana (Cuba)   | Medalla de bronce | Individual       |